# 利曼 (阿斯特拉罕州)
利曼（羅馬化：Liman），旧名多尔班（Долбан），是俄罗斯阿斯特拉罕州的市级镇、利曼区行政中心，在州首府阿斯特拉罕西南方。
该地2021年有人口8,170人；2010年人口9,024；2002年人口8,899；1989年人口9,185。